# Rodney Morris

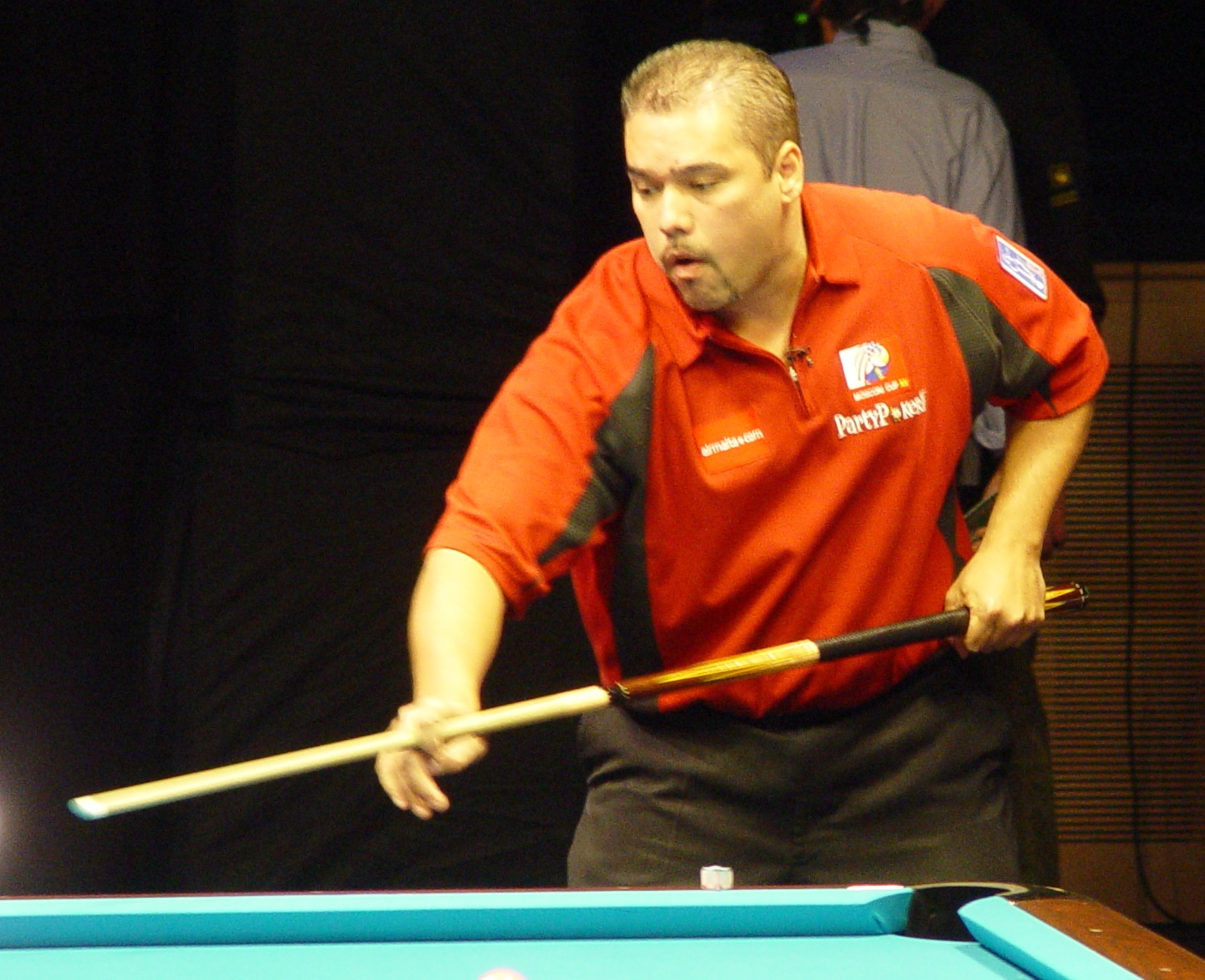

Rodney Morris (Anaheim, 25 november 1970) is een Amerikaans professioneel poolbiljarter van Hawaïaanse afkomst. Hij won onder meer het US Open Nine-ball Championship in 1996 en samen met Shane Van Boening de World Cup of Pool 2008.

## Carrière
Morris werd ten minste zes keer uitgenodigd om deel te nemen aan de Mosconi Cup namens Team Amerika. Daarop werd hij in 2004 verkozen tot MVP, de belangrijkste speler van het evenement.
Voor Morris in 2008 de World Cup of Pool won, bereikte hij in 2006 al de finale daarvan. Daarin verloor hij destijds samen met Earl Strickland van het Filipijnse duo Efren Reyes/Francisco Bustamante. Twee jaar later was hij samen met Van Boening wel sterker dan het Engelse duo Daryl Peach/Mark Gray.
Morris versloeg Reyes eerder wel in de finale van het US Open Nine-ball Championship 1996, het eerste grote toernooi dat hij op zijn naam schreef. Na bijna zeven jaar van bescheiden prestaties, won hij in 2003 de World Pool League door in de finale de Duitser Thorsten Hohmann te verslaan.
Morris haalde in 2005 de finale van het World Pool Masters Tournament, maar verloor daarin van de Engelsman Raj Hundal.

## Belangrijkste toernooizeges
- World Cup of Pool 2008 (met Shane Van Boening)
- Seminole Florida Pro Tour Season Finale 2007
- UPA Pro Tour Championship 2006
- Houston Open 2004
- World Pool League 2003
- Grand Prix de Puerto Rico 1996
- US Open Nine-ball Championship 1996